# Frères Bihari
Les frères Lester, Jules, Saul et Joe Bihari sont des hommes d'affaires américains d'origine juive hongroise. Ils sont les fondateurs du label de musique Modern Records à Los Angeles et de ses filiales, telles que Meteor Records, basée à Memphis. Les frères Bihari sont des acteurs importants de la l'évolution du rhythm and blues vers le rock 'n' roll, qui séduit le public blanc dans les années 1950. 

## Origines
Leurs parents sont des émigrés juifs hongrois venus d'Autriche-Hongrie. Leur père, Edward Bihari (1882–1930) naît à Budapest. Esther « Esti » Taub (1886–1950) naît à Homonna, Hongrie (aujourd'hui Humenné, Slovaquie). Ils se marient à Philadelphie (États-Unis) en 1911. Ils ont quatre fils : 
- Lester Louis Bihari (12 mai 1912, Pottstown, Pennsylvanie - 9 septembre 1983)
- Julius Jeramiah Bihari (9 septembre 1913, Pottstown - 17 novembre 1984, Los Angeles)
- Saul Samuel Bihari (9 mars 1918, Saint-Louis, Missouri - 22 février 1975)
- Joseph « Joe » Bihari (30 mai 1925, Memphis, Tennessee - 28 novembre 2013, Los Angeles)

Ils ont également quatre filles. Trois d'entre elles, Florette, Rosalind et Maxine, travaillent dans l'entreprise des frères Bihari. Ce n'est pas le cas de la quatrième, Serene, qui épouse le développeur immobilier new-yorkais Irving M. Felt. 

## Carrières
Après avoir vécu un certain temps à Tulsa, Oklahoma, la famille Bihari déménage à Los Angeles en 1941. Jules obtient un travail d'entretien et d'exploitation de juke-box dans le district de Watts et peine à trouver et à stocker les enregistrements de blues que ses clients lui réclament. Lui et ses jeunes frères, Saul et Joe, fondent un nouveau label, Modern Records, en 1945. Ils construisent Modern comme une maison de disques major consacrée au blues et au R&B. Leur premier succès est Swingin' the Boogie de Hadda Brooks. Ils achètent une usine de pressage et se répartissent les tâches, Jules étant responsable de la recherche et de l'enregistrement des talents, Saul de la fabrication et Lester de la distribution. Joe travaille avec Ike Turner en tant que recruteur de talents dans la région de Memphis, découvrant Johnny « Guitar » Watson, entre autres. 
Au début des années 1950, le Bihari lancent plusieurs filiales : RPM Records, Flair Records et Meteor Records, créée à Memphis en 1952 et dirigée par Lester Bihari. Saul Biharl fonde et dirige l'éphémère Blues & Rhythm Records (février à octobre 1952). Les artistes à succès sur les labels Bihari comprennent B. B. King, Elmore James, John Lee Hooker, Etta James, Lightnin' Hopkins, Lowell Fulson, Rufus Thomas, Donna Hightower et Charlie Feathers. 
Ces entreprises sont toujours restées petites et dirigées personnellement. B. B. King a déclaré qu'il avait toujours senti les frères accessibles : « La société n'a jamais été plus grande que l'artiste. Je pouvais toujours leur parler ». 
Plus tard, ils lancent d'autres filiales : Crown Records (avec des artistes tels que Vic Damone, Trini Lopez avec Johnny Torres, The Dave Clark Five) et United/Superior Records. Dans les années 1960, ils lancent une autre filiale, Yuletide Records, spécialisée dans les disques de Noël (principalement avec Johnny Cole et le Robert Evans Chorus). 
Au milieu des années 1960, Modern Records fait faillite et cesse de fonctionner, mais le catalogue accompagne la direction dans ce qui devient Kent Records. Après la mort de Saul, Lester et Jules Bihari, le catalogue du label est concédé sous licence à Ace Records au milieu des années 1980, puis acheté par un consortium dirigé par Ace en 1991. 

## Pseudonymes et royalties
Bien qu'ils ne soient pas eux-mêmes auteurs-compositeurs, les Bihari achètent ou revendiquent souvent la co-paternité de chansons qui figurent sur leur catalogue, ajoutant ainsi les droits d'auteurs à leurs autres sources de revenus. 
Ces chansons sont parfois d'anciens standards renommés (l'interprétation de Rock Me Baby par B. B. King en est un exemple), des jams anonymes, comme avec BB's Boogie, ou des chansons d'employés du label, tel le chef d'orchestre Vince Weaver. Les Bihari utilisent un certain nombre de pseudonymes pour les crédits de composition de chansons : Jules est crédité sous le nom de Jules Taub (Taub étant le nom de jeune fille de la mère des Bihari), Joe comme Joe Josea et Saul comme Sam Ling. Par exemple, Down Child, une chanson de John Lee Hooker, est uniquement attribuée à Taub, Hooker ne recevant aucun crédit pour cette chanson. Une autre, Turn Over a New Leaf est créditée à Hooker et Ling. 
Les Bihari ajoutent leur nom aux crédits d’écriture même quand ils n'ont eu aucune contribution à l'écriture de la musique ou des paroles. B. B. King déclare : « La compagnie avec qui j’étais savait beaucoup de choses qu’ils ne me disaient pas, que je n’ai apprises que plus tard... Sur certaines des chansons que j'ai écrites, ils ont ajouté un nom au moment d'enregistrer les droits d'auteur (...) Comme « King and Ling » ou « King and Josea ». Il n'y avait pas de Ling ou de Josea. Rien de tel. De cette façon, la société pouvait réclamer la moitié de votre chanson ». Ike Turner est un jeune découvreur de talents pour les Bihari et est également musicien de session et assistant de production. Turner, ignorant tout des royalties, écrit également des chansons que les Bihari protègent par le droit d'auteur sous leurs pseudonymes. Turner estime qu'il a « écrit 78 disques à succès pour les Bihari ».

## Dans la culture
Les frères Bihari apparaissent en tant que personnages dans le film de Netflix, Dolemite Is My Name en 2019 : Aleksandar Filimonovic joue le rôle de Joe, Ivo Nandi joue Julius, Michael Peter Bolus incarne Lester et Kazy Tauginas est Saul.

#### Bases de données et notices
- Ressource relative à la musique :   - AllMusic

- Ressources relatives à la musique (pour Lester Bihari) :   - AllMusic
  - Discogs
  - MusicBrainz

- Ressources relatives à la musique (pour Jules Bihari) :   - AllMusic
  - Discogs
  - MusicBrainz
- Ressource relative à l'audiovisuel (pour Jules Bihari) :   - IMDb
- Notices d'autorité (pour Jules Bihari) :   - VIAF
  - LCCN
  - Lettonie
  - WorldCat

- Ressources relatives à la musique (pour Saul Bihari) :   - AllMusic
  - Discogs
  - MusicBrainz
- Notices d'autorité (pour Saul Bihari) :   - VIAF
  - ISNI
  - LCCN
  - Tchéquie
  - WorldCat

- Ressources relatives à la musique (pour Joe Bihari) :   - AllMusic
  - Discogs
  - MusicBrainz
- Ressource relative à l'audiovisuel (pour Joe Bihari) :   - IMDb
- Notices d'autorité (pour Joe Bihari) :   - VIAF
  - ISNI
  - LCCN
  - GND
  - WorldCat